# Erginoides
Genre
Erginoides est un genre d'opilions laniatores de la famille des Cosmetidae.

## Distribution
Les espèces de ce genre se rencontrent au Costa Rica et au Panama.

## Liste des espèces
Selon World Catalogue of Opiliones (22/07/2021) :
- Erginoides punctatus Goodnight & Goodnight, 1942
- Erginoides tarsalis Pickard-Cambridge, 1904

## Publication originale
- Pickard-Cambridge, 1904 : « Order Opiliones. » Biologia Centrali-Americana, Zoology, Arachnida - Araneida and Opiliones, vol. 2, p. 546-560 (texte intégral).